# Heavy Metal (revista)
Heavy Metal é uma revista em quadrinhos para adultos, que usa temas como ficção científica e fantasia como fundo das suas histórias. No meio da década de 1970, o editor Leonard Mogel estava em Paris para lançar a edição francesa da revista National Lampoon e descobriu a revista francesa de ficção científica e fantasia Métal Hurlant, que tinha sido lançada em dezembro de 1974. A tradução do título literalmente é "metal rangente".

## Histórico
Mogel lançou a versão americana, alterando o nome para Heavy Metal que começou nos EUA em abril de 1977 em papel especial (glossy) e full-color com tiragem mensal. Inicialmente, ela mostrava traduções das histórias originalmente publicadas na Métal Hurlant, incluindo os trabalhos de Enki Bilal, Jean Giraud (mais conhecido como Moebius), Philippe Druillet e Phillippe Caza. Mais tarde, a revista apresentou trabalhos de Stefano Tamburini e o ultraviolento RanXerox de Tanino Liberatore.
Os redatores fundadores da edição americana foram Sean Kelly e Valerie Marchant. O diretor de arte foi John Workman trazendo trabalhos de background da DC Comics e outros editores.
Após dois anos, Mogel sentiu que a falta de material era constante e, em 1979, ele foi substituído por Kelly e Marchant, autores de Ted White, que pretendia revitalizar a revista, ampliando os temas da ficção científica usando como base as histórias das revistas Amazing Stories e Fantastic entre 1968 e 1978. White e Workman imediatamente alteraram a aparência de Heavy Metal, incorporando mais histórias e textos de artistas americanos.
A principal solução de White para o problema era adicionar material com textos expressivos em colunas redigidas por quatro autoridades dos vários aspectos da cultura popular. Lou Stathis escrevia sobre rock e Jay Kinney falava sobre quadrinhos underground, enquanto Steve Brown revisava as novelas recentes da ficção cientifica e Bhob Stewart explorava a media visual dos filmes de fantasia, animações e show com raios laser.
Em 1980, Julie Simmons-Lynch tomou a redação e sua inclinação era para material em texto, fazendo da revista um mostruário para os mais conhecidos autores de ficção tais como Robert Silverberg e Harlan Ellison. Mais tarde, uma coluna intitulada "Dossier" apresentou pequenos pedaços das obras de uma grande variedades de autores. Foram editados por Stathis e Brad Balfour. Havia também entrevistas com figuras da media como Roger Corman, Federico Fellini, John Sayles e John Waters. Em 1986, Heavy Metal tornou-se quadrimestral e voltou a ser bimestral em 1989. Simmons-Lynch permaneceu como redatora até 1991 quando Kevin Eastman, cocriador das Tartarugas Ninjas, comprou a revista e se tornou ambos redator e editor. 
Em 1981, um filme de animação foi adaptado das séries apresentadas na revista. Criando um rombo de US$ 9.300.000, Heavy Metal apresentava seguimentos animados de diversas empresas de animação, sendo que cada uma delas fez um segmento. Enquanto uma delas fazia a sequência que amarrou todas as diferentes histórias juntas. Como a revista, o filme apresentou um grande número de nudismo e violência gráfica, acabando com logo de pornográfico. Por exemplo, seu segmento Den não mostrou as espalhafatosas genitália do seu personagem impresso. O filme lançou talentos como John Candy, Eugene Levy, Harold Ramis e Ivan Reitman em Hollywood. Ele teve um razoável retorno no lançamento em cinema e mais tarde adquiriu o status de cult, parcialmente por causa de um problema com os direitos da música que resultou uma demora de muitos anos para o filme se tornar disponível em vídeo.
Kevin Eastman assumiu a publicação da Heavy Metal no volume 16 em maio de 1992, sob o nome de Metal Mammoth, Inc.
Outro filme de animação alternativamente chamado de Heavy Metal 2000 e Heavy Metal: F.A.K.K.², com o orçamento de US$ 15.000.000, foi liberado em 2000 diretamente para o vídeo e não era baseado nas histórias da revista, mas, em vez disso, no The Melting Pot, uma graphic novel escrita por Kevin Eastman e desenhada por Simon Bisley, que se baseou na aparência da protagonista na modelo pornográfica e atriz de filmes B Julie Strain, esposa de Kevin Eastman. Strain mais tarde usou seus talentos vocais no filme, caracterizando o personagem que lhe era similar. Também foi lançado um video game chamado Heavy Metal: F.A.K.K.².
Heavy Metal tem uma notável qualidade de desenhos. Há trabalhos de grandes artistas como H. R. Giger, que fez diversas capas. Terrance Lindall ilustrou a versão do poema épico de Milton Paradise Lost editado pela revista em 1980 e considerado como a melhor retratação do poema feita no século XX. Muitas histórias foram apresentadas como segmentos em série. Por exemplo, as histórias de Richard Corben e Matt Howarth.
Alguns críticos não apreciam o conteúdo demasiado violento e pornográfico de Heavy Metal e argumentam por banir a venda da mesma para proteger os menores de idade. A despeito de tais objeções, a venda de Heavy Metal não está restrita a adultos nos Estados Unidos. As edições da revista francesa terminaram em 1987, mas ressurgiram nos EUA em julho de 2002 sob o nome francês de Métal Hurlant, editada por Les Humanoïdes Associés.
No artigo "O novo movimento surrealista international" de março de 2006, na seção "Art & Antiques" da revista, os artistas da Heavy Metal são mencionados como a maior expressão do movimento.
Eastman vendeu a revista para David Boxenbaum e para o produtor de cinema Jeff Krelitz em janeiro de 2014. Eastman continuou a servir como editor da revista e é um investidor minoritária na nova Heavy Metal.
O roteirista de quadrinhos Grant Morrison tornou-se editor-chefe a partir da edição de abril de 2016 da revista.
Na edição nº 298 (2020), Tim Seeley havia se tornado editor-chefe, mas saiu no final daquele ano. Em 2021, Joseph Illidge assumiu como editor executivo, mas deixou a empresa completamente no final de 2022.
Após o hiato, todos os funcionários foram demitidos e a empresa foi dissolvida. A Heavy Metal International, LLC reviveu a marca em 2024 e posteriormente anunciou que os novos editores Dave Kelly, Frank Forte e Chris Thompson comandariam a revista daqui para frente.
Em 15 de outubro de 2024, a Heavy Metal International, LLC anunciou que relançaria a revista em 2025 e iniciou uma campanha de financiamento coletivo no Kickstarter para a primeira edição em 25 de novembro de 2024.

## No Brasil
A edição brasileira foi lançada em 1995, sua periodicidade era bimestral no ano seguinte, foi lançado o álbum "Brasilian Heavy Metal", coeditado por Dario Chaves e publicado em comemoração aos 15 anos da gibiteria Comix Book Shop, como o nome diz, todas as histórias eram de autores brasileiros, como Júlio Shimamoto, Gazy Andraus, Laudo Ferreira (com uma HQ do Zé do Caixão),, Carlos Patati,, Edgar Franco, Klebs Junior, uma história da série Leão Negro de Cynthia Carvalho (roteiro) e Ofeliano de Almeida (desenhos), entre outros.

Em 1997, foi lançada outra revista inspirada na Heavy Metal, a Metal Pesado, publicada pela editora de mesmo nome, que também publicou autores brasileiros. Em julho de 2018, a Editora Mythos anuncia uma nova revista com o nome Heavy Metal, contudo, as histórias são oriundas da revista britânica 2000 AD.

## Colaboradores
Lista dos colaboradores da revista Heavy Metal

## Personagens
Embora séries contínuas não sejam a premissa da revista, alguns personagens fizeram mais que uma aparição:
- Den
- Barbarella
- Druuna, de Paolo Eleuteri Serpieri, um estereótipo de Barbarella
- Black Decker, mercenário negro em um futuro caótico
- Lorna, de Azpiri
- RanXerox, de Liberatore, um androide ultraviolento em um futuro caótico